# Kopfimpulstest
Der Kopfimpulstest ist ein medizinisches Untersuchungsverfahren des vestibulookulären Reflexes beim Menschen, das sich das sogenannte Puppenkopf-Phänomen zunutze macht. Dabei beurteilt der Untersucher die Augenbewegungen des Probanden während einer schnellen, passiven, horizontalen oder vertikalen Kopfbewegung, selten auch bei einer Kopfneigung um die Saggitalachse nach rechts und links. Der Kopfimpulstest wird, nach seinen Erstbeschreibern im Jahr 1988, auch als Halmagyi-Curthoys-Kopfimpulstest oder als Halmagyi-Manöver bezeichnet.
Er ist Teil des HINTS-Tests zur Diagnose zentraler Ursachen des akuten Vestibularsyndroms, im Rahmen der Schwindeldiagnostik.

## Durchführung
Der Proband wird vom Untersucher angewiesen, so vorhanden seine Sehhilfe zu tragen und ein entferntes Ziel zu fixieren. Der Kopf wird dann vom Untersucher schnell und unvermittelt in horizontaler, vertikaler oder saggitaler Richtung um circa 15 Grad gedreht. Der Untersucher beobachtet dabei die Augen des Probanden. Die Ausgangsposition sollte circa zehn Grad von der Geradeausrichtung abweichen.
Die quantitative Messung des Kopfimpulstests kann mittels magnetischer Augenspulen oder Video-Okulographie erfolgen. Der Einsatz von Video-Systemen erlaubt auch die Prüfung der vertikalen Bogengänge sowie des kompensatorischen Sakkadenmusters.

## Interpretation
Eine normale Reflex-Reaktion bei diesem Test besteht darin, dass der Proband bei Aufrechterhaltung der Fixation eine der Kopfdrehung entgegengesetzte Ausgleichsbewegung der Augen ausführt, so dass diese unbeweglich erscheinen, obwohl sein Kopf zügig bewegt wird. Die abnormale Reaktion besteht darin, dass die Augen des Probanden zusammen mit der Kopfdrehung vom Ziel weggezogen werden, gefolgt von einer horizontalen Sakkade, zurück zum initialen Fixationspunkt.
Die abnormale Reaktion mit einer rückstellenden Sakkade nach der passiven Kopfbewegung ist ein Hinweis auf eine Störung des vestibulookulären Reflexes auf der Seite, zu der der Kopf vom Untersucher gedreht wurde. Dies ist folglich, im Rahmen der Abklärung auf ein zentrales oder peripheres Geschehen, ein Hinweis auf eine periphere vestibuläre Läsion.